# Кохлоспермум
Кохлоспермум (лат. Cochlospermum) — род тропических деревьев из семейства Биксовые. В роду насчитывается 13 видов. Произрастают в тропиках по всему миру, в частности в Латинской Америке, Африке, Индии, Юго-Восточной Азии и Австралии.
Некоторые виды являются кустарниками. Остальные представители рода Кохлоспермум — небольшие деревья с пальчатолопастными листьями и крупными жёлтыми цветами чашеобразной формы.

## Виды
1. Cochlospermum angolense Welw. ex Oliv. — Ангола, ДР Конго
2. Cochlospermum fraseri Planch. — Австралия
3. Cochlospermum gillivraei Benth. — Австралия, Папуа — Новая Гвинея
4. Cochlospermum intermedium Mildbr — ЦАР
5. Cochlospermum noldei Poppend. — Ангола
6. Cochlospermum orinocense (Kunth) Steud. — Панама, Колумбия, Венесуэла, Гвиана, Бразилия, Перу
7. Cochlospermum planchonii Hook.f. ex Planch — тропическая Африка от Сьерра-Леоне до Судана
8. Cochlospermum regium (Schrank) Pilg. — Бразилия, Боливия, Парагвай
9. Cochlospermum religiosum (L.) Alston — Индия, Шри-Ланка, Мьянма; завезен в Камбоджу, Малайзию, Индонезию.
10. Cochlospermum tetraporum Hallier — Боливия, северо-запад Аргентины
11. Cochlospermum tinctorium Кохлоспермум красильный Perrier ex A.Rich. — тропическая Африка от Сьерра-Леоне до Уганды
12. Cochlospermum vitifolium Кохлоспермум виноградолистный (Willd.) Spreng. — Мексика, Куба, Центральная Америка, Колумбия, Венесуэла, Гвиана, Перу, Эквадор, Бразилия; завезен в Тринидад, на малые антильские острова, Пуэрто-Рико, Гаити, Багамы
13. Cochlospermum wittei Robyns — ДР Конго

## Галерея

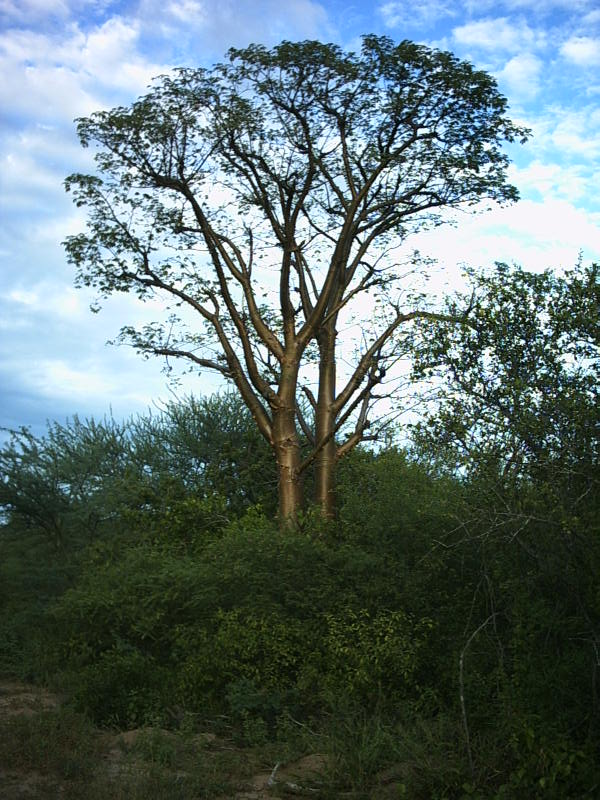
Одинокий Cochlospermum tetraporum возвышающийся над зарослями Гран-Чако, Парагвай.
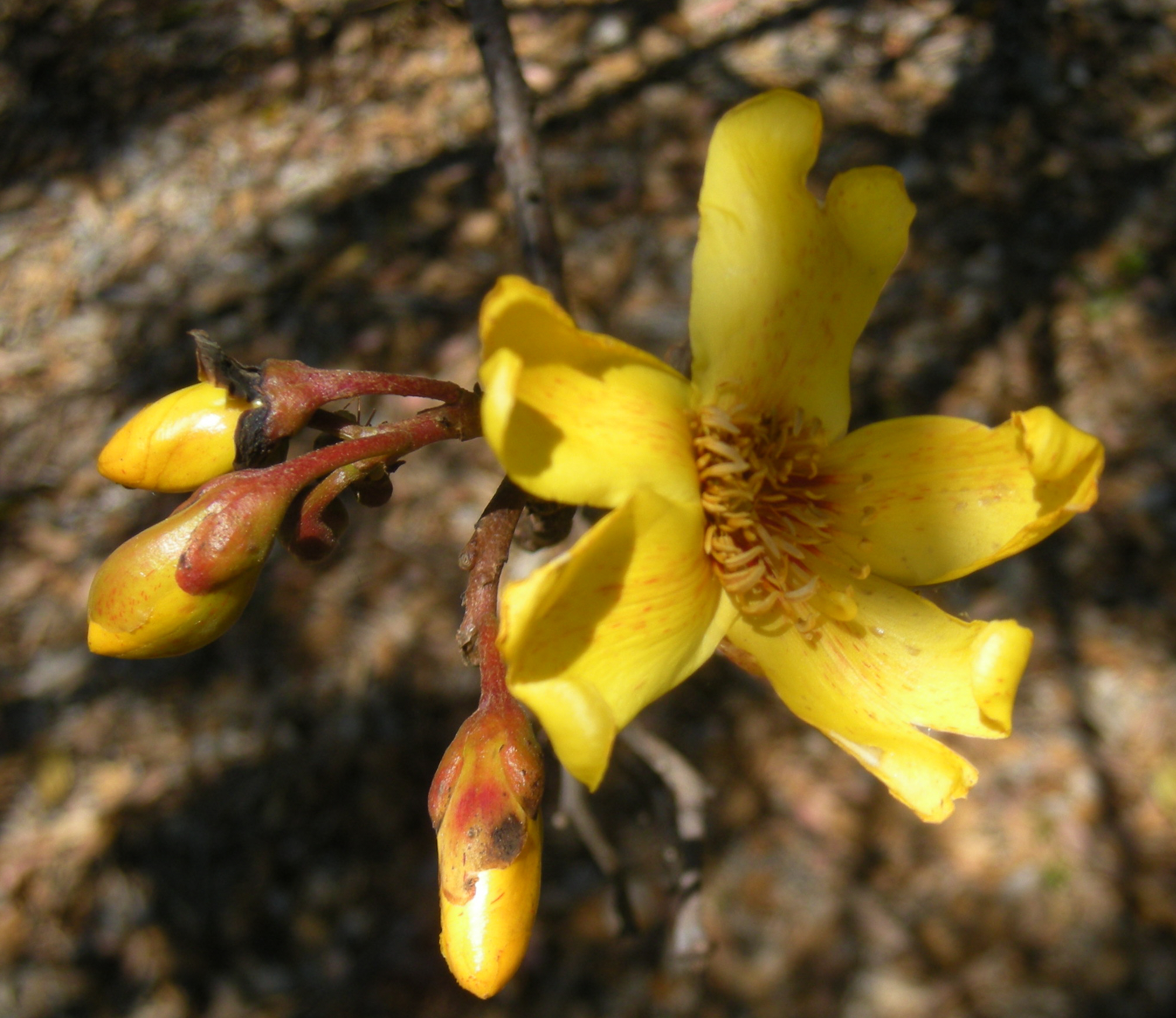
Цветок Cochlospermum fraseri.
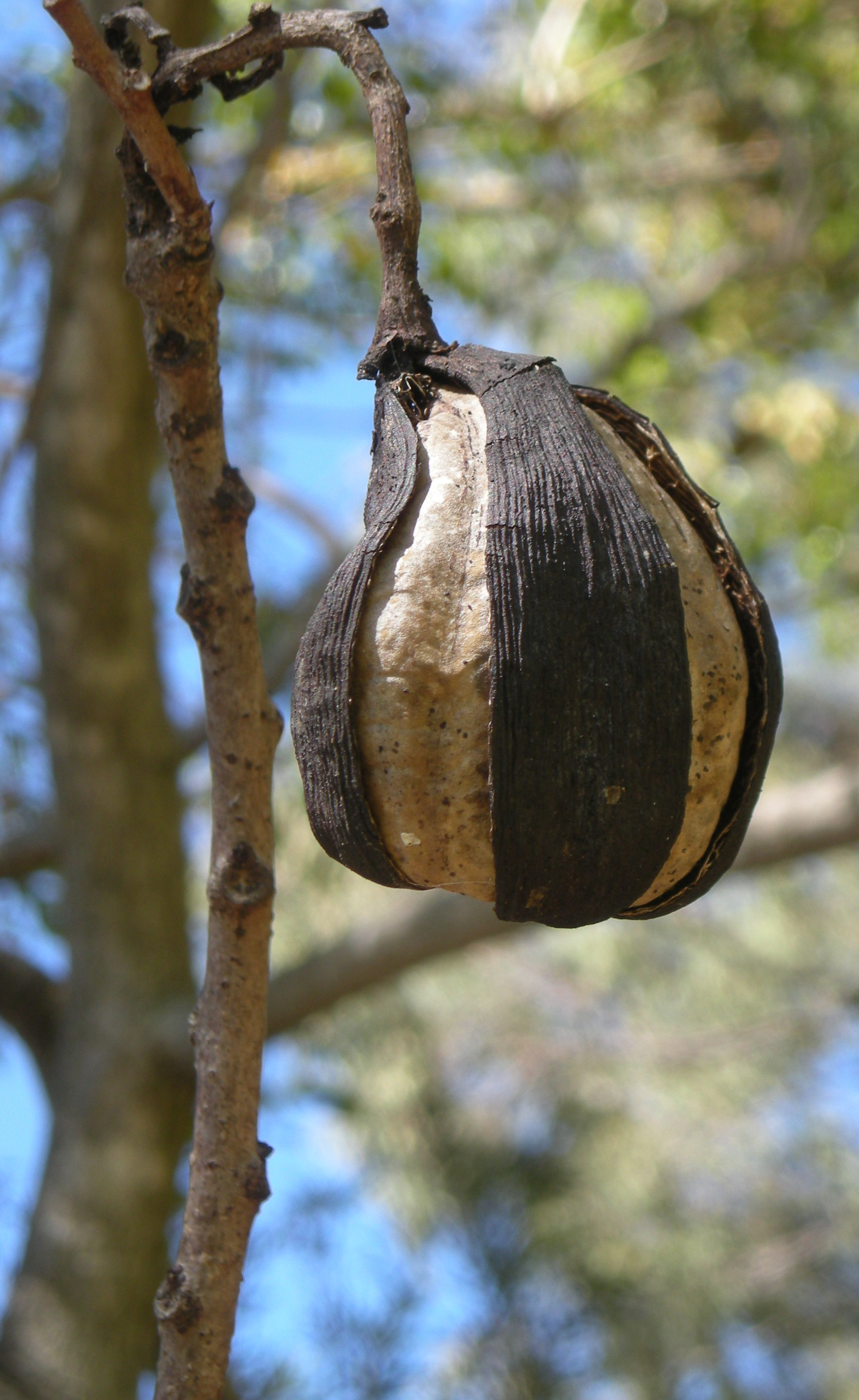
Плод Cochlospermum fraseri.
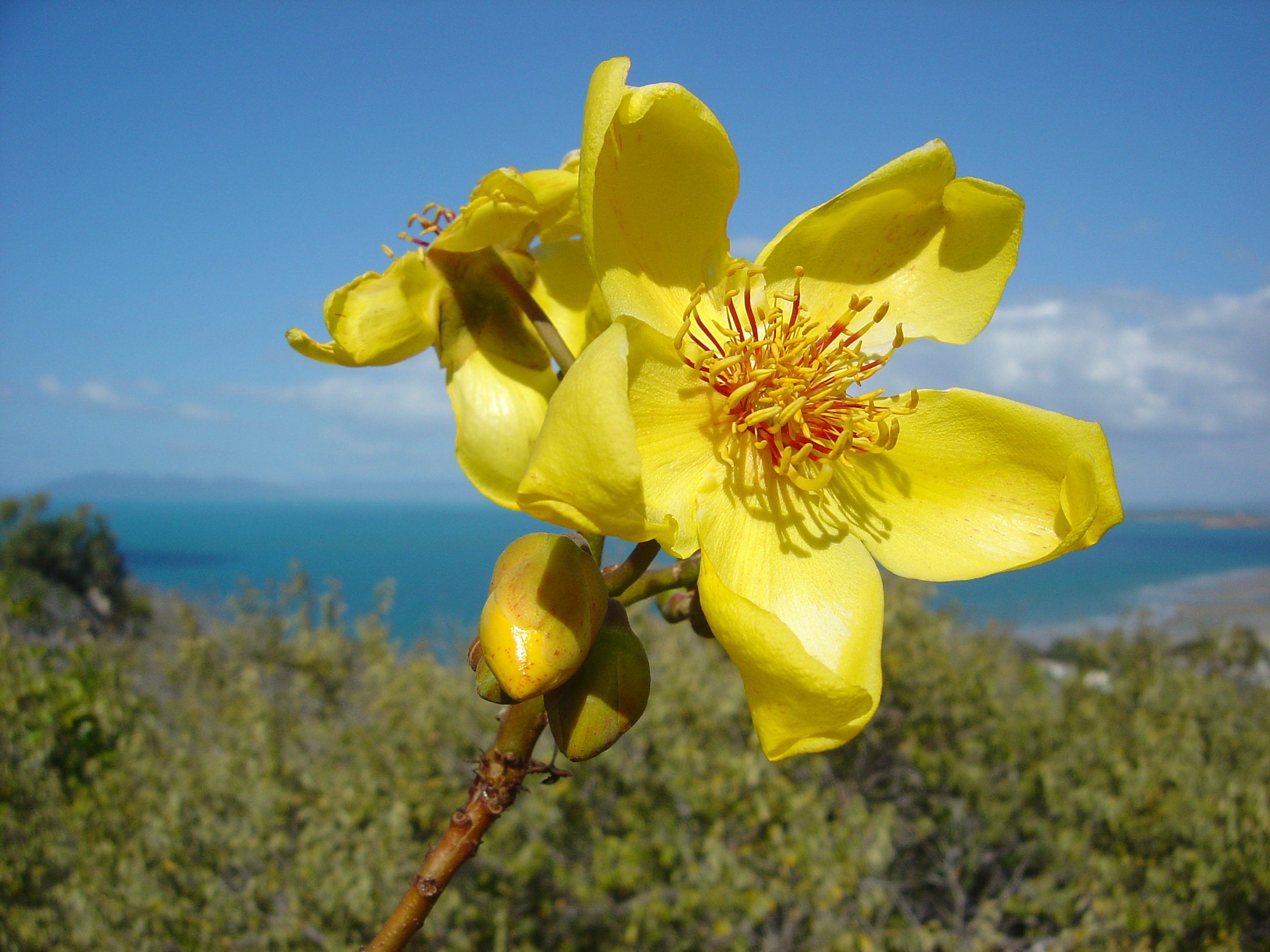
Цветок Cochlospermum gillivraei
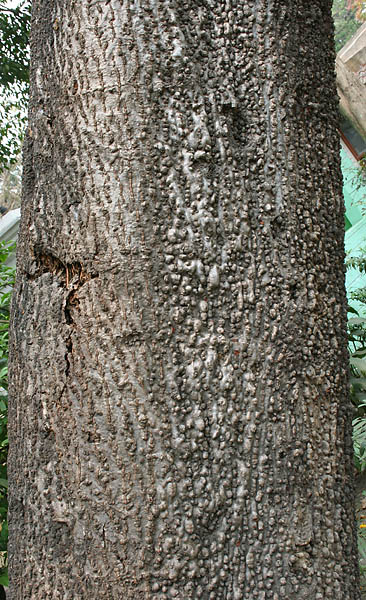
Ствол Cochlospermum religiosum, Калькутта, Индия.
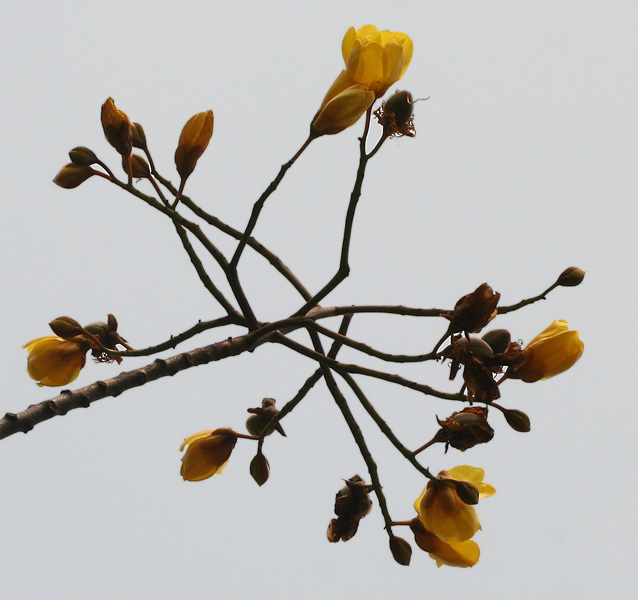
Цветок Cochlospermum religiosum, Калькутта, Индия.
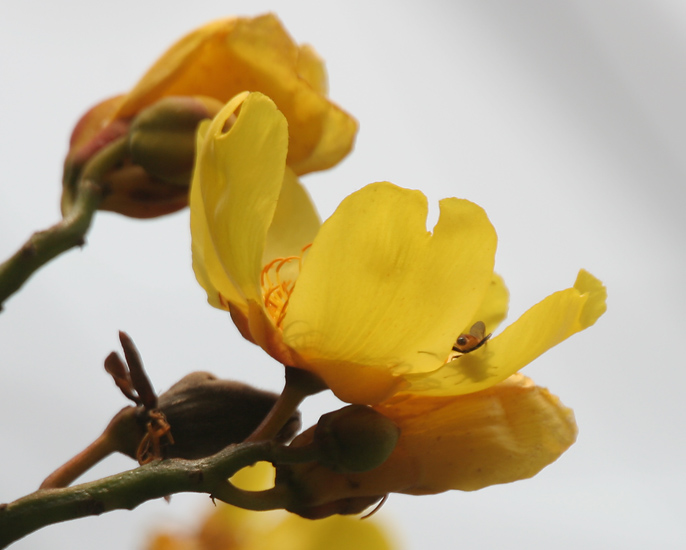
Цветок Cochlospermum religiosum, Калькутта, Индия.
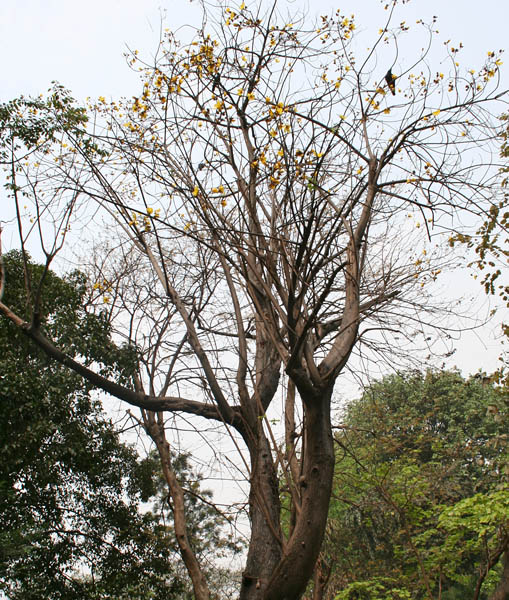
Цветущий Cochlospermum religiosum, Калькутта, Индия.
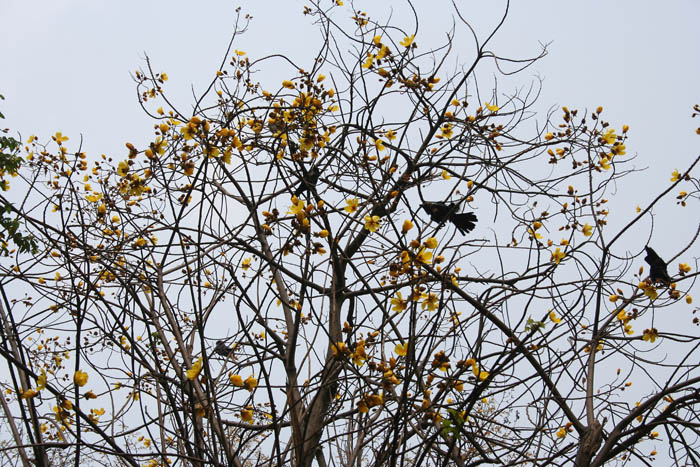
Цветущий Cochlospermum religiosum, Калькутта, Индия.
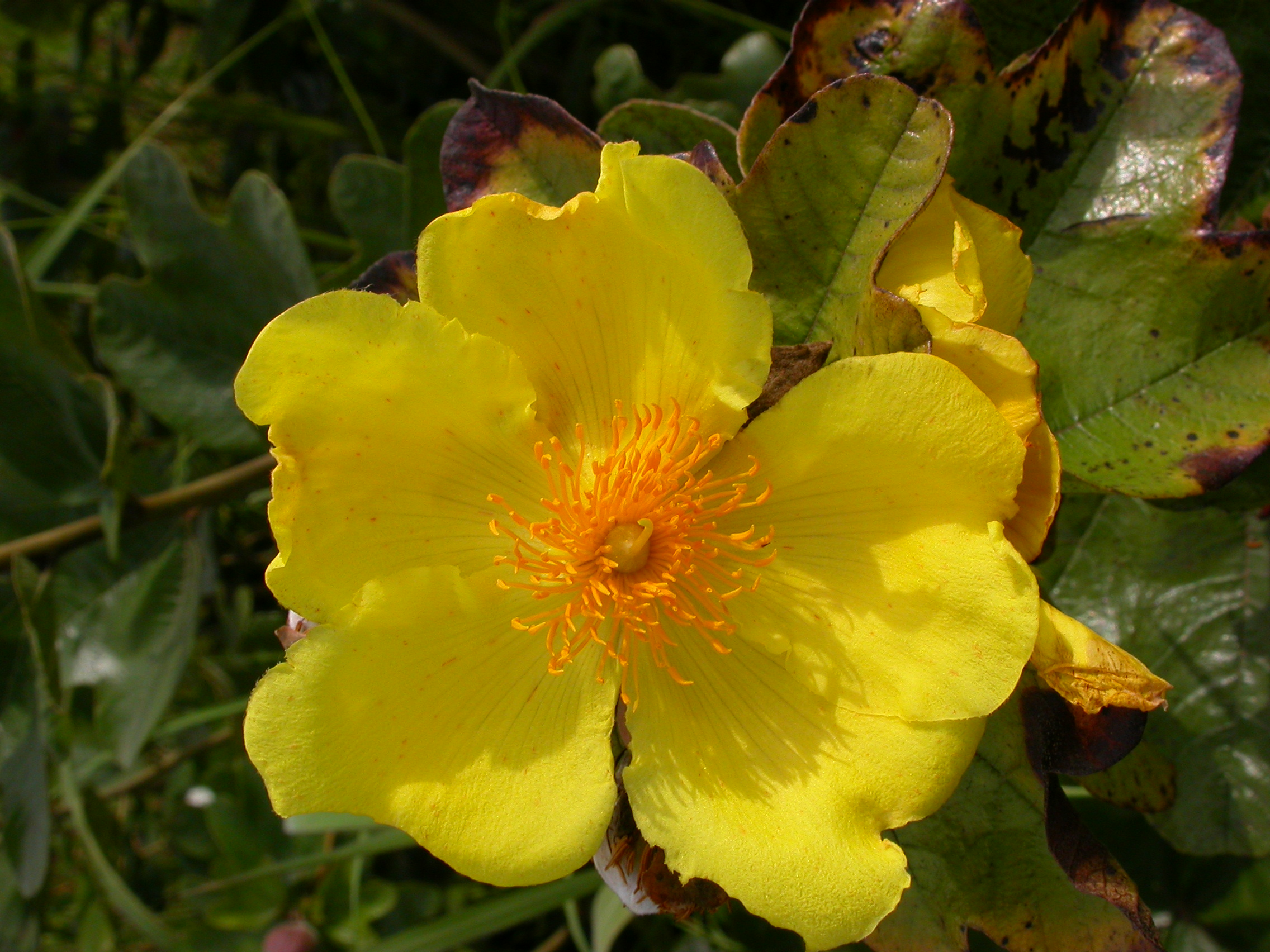
Цветок Cochlospermum planchonii
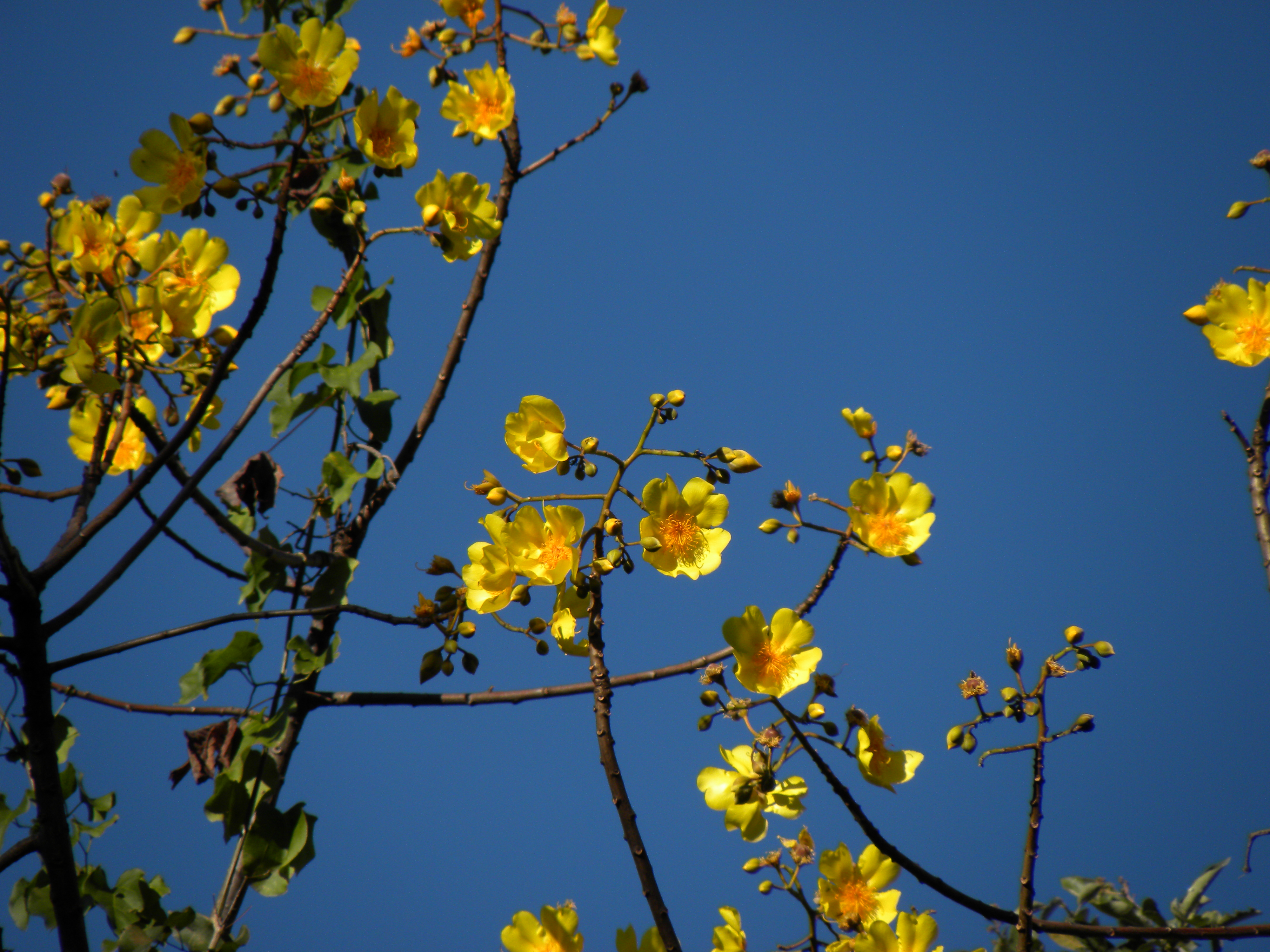
Cochlospermum vitifolium, Гуанакасте, Коста-Рика
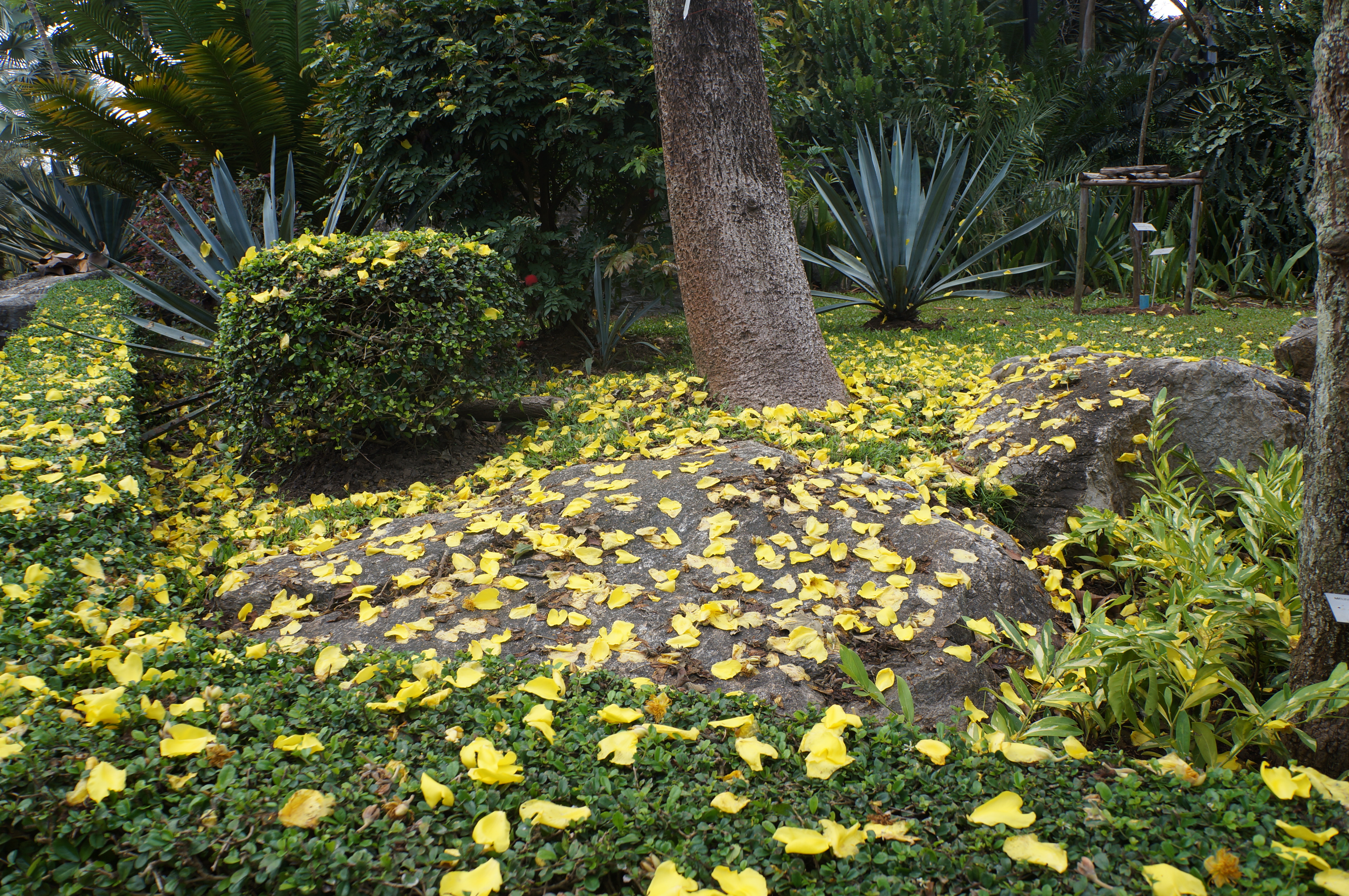
Опавшие цветы Cochlospermum fraseri, Тропический сад Нонг Нуч. Таиланд.